# Justin Morgan (rugby à XIII)

a Compétitions nationales et continentales officielles uniquement.

b Matchs officiels uniquement.
Morgan Justin, né le 2 août 1975, est un joueur de rugby à XIII australien évoluant au poste de pilier ou de deuxième ligne, reconverti en tant qu'entraîneur.
Il dispute la National Rugby League au cours des années 1990 et 2000 au sein des clubs australiens de Parramatta Eels, Canberra Raiders et New Zealand Warriors disputant avec ce dernier la finale en 2002. Il prend part également à la Coupe du monde 2000 sous le maillot de la sélection du Pays de Galles dont le parcours se clôt en demi-finale.
Après sa carrière sportive, il devient entraîneur, exerçant en France avec le Toulouse olympique XIII, emmenant le club en finale du Championnat de France : 2005 et une demi-finale de la Challenge Cup 2005, puis à Hull KR avec un titre de National League One en 2006. Il retourne par la suite en hémisphère sud en occupant plusieurs rôles d'adjoint au sein des clubs de Canberra, Melbourne et New Zealand, ainsi que de la  sélection nationale de Nouvelle-Zélande.

## Palmarès

### En tant que joueur
- Collectif :
  - Finaliste de la National Rugby League : 2002 (New Zealand).

### En tant qu'entraîneur
- Collectif : 
  - Vainqueur du National League One : 2006 (Hull KR).
  - Finaliste du Championnat de France : 2005 (Toulouse).